# Ішка Вас
Ішка Вас (словен. Iška vas) — поселення в общині Іг, Осреднєсловенський регіон, Словенія. Висота над рівнем моря: 325,3 м.